# Ctenoscelis acanthopus
Ctenoscelis acanthopus là một loài bọ cánh cứng trong họ Cerambycidae.